# 널방무덤

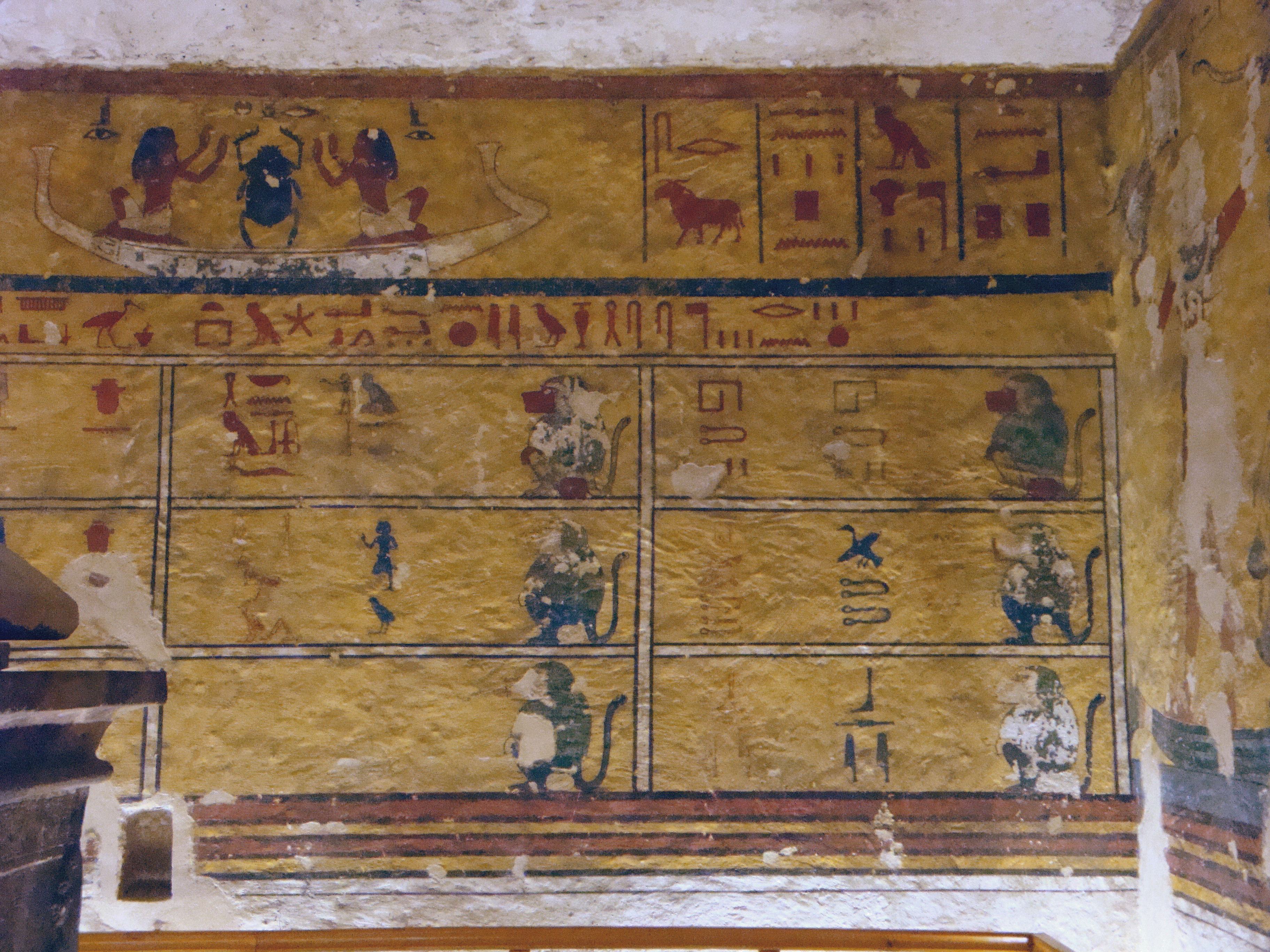
파라오 아이의 방무덤.

널방무덤(chamber tomb), 실분(室墳)은 고분의 형식 중 하나로, 시신을 안치하는 널방을 만드는 것이다. 여기서 널방(chamber, 한국 한자: 室 실)이라는 것은 건축물의 방처럼 기능할 수 있는 완성된 공간으로, 시신만 넣고 밀폐하는 널(cist, 한국 한자: 槨 곽)과는 다르다.
재질에 따라 돌방무덤(석실분), 벽돌방무덤(전실분) 등으로 나뉘고, 방으로 진입하는 널길(연도)의 유무에 따라 굴식(횡혈식)과 구덩식(수혈식)으로 나뉜다. 방이 두 개면 두방무덤(이실분)이라고 한다. 여기에 널방과 널길이 돌무지나 분구로 덮혀 있으면 돌무지돌방무덤(적석석실분)이 되는 식으로 다양한 양식이 존재한다.
널방무덤은 신석기 시대에서 청동기 시대에 걸쳐 전세계적으로 축조되었다. 